# BepiColombo
BepiColombo je zajednička misija ESA-e i JAXA-e. Sastoji se od dvije komponente, MPO (Mercury Planetary Orbiter), te MMO (Mercury Magnetospheric Orbiter), još poznat kao Mio. Letjelica je lansirana 20. listopada 2018. Nakon jednog preleta Zemlje, dva preleta Venere i šest preleta Merkura očekuje se da će ući u njegovu orbitu 5. prosinca 2025.